# Vlahinje (Kosovska Mitrovica)
Pour les articles homonymes, voir Vlahinje.
Vllahi en albanais et Vlahinje en serbe latin (en serbe cyrillique : Влахиње) est une localité du Kosovo située dans la commune/municipalité de Mitrovicë/Kosovska Mitrovica et dans le district de Mitrovicë/Kosovska Mitrovica. Selon le recensement kosovar de 2011, elle compte 271 habitants, tous albanais.
Le village est également connu sous le nom albanais de Vllahinjë.

## Démographie

### Évolution historique de la population dans la localité
| 1948 | 1953 | 1961 | 1971 | 1981 | 1991 | 2011 |
| ---- | ---- | ---- | ---- | ---- | ---- | ---- |
| 677  | 733  | 799  | 911  | 848  | 867  | 271  |

|  |